# Sofus Berger
Pour les articles homonymes, voir Berger (homonymie).
Sofus Berger, né le 2 juin 2003 à Viborg au Danemark, est un footballeur danois qui joue au poste de milieu offensif au Silkeborg IF.

## Biographie

### En club
Né à Viborg au Danemark, Sofus Berger commence le football à l'âge de cinq ans avec le club de l'Overlund GF. Il rejoint ensuite le Viborg FF, où il est formé puis commence sa carrière professionnelle.
Berger joue son premier match en professionnel le 6 août 2019, à l'âge de 16 ans, lors d'une rencontre de coupe du Danemark face au Jammerbugt FC. Titulaire au poste d'attaquant ce jour-là, il voit son équipe s'imposer après prolongations (1-2 score final),. Il inscrit son premier but en professionnel le 19 juillet 2020, lors d'une rencontre de championnat contre le Vejle BK. Titularisé, il ouvre le score mais les deux équipes se neutralisent ce jour-là (1-1 score final). Il s'impose alors comme un joueur régulier de l'équipe première, à tout juste 17 ans.
Il participe à la montée du club en première division, le Viborg FF étant sacré champion de deuxième division à l'issue de la saison 2020-2021.
Il découvre alors l'élite du football danois, jouant son premier match le 18 juillet 2021, lors de la première journée de la saison 2021-2022 contre le FC Nordsjælland. Il est titularisé et son équipe l'emporte par deux buts à un.
Le 4 août 2023, Sofus Berger rejoint le FC Fredericia sous la forme d'un prêt d'une saison.
Berger inscrit son premier but pour Fredericia le 18 août 2023, lors d'une rencontre de championnat face au B 93 Copenhague. Titulaire, il participe à la victoire de son équipe par cinq buts à zéro.

### En sélection nationale
Sofus Berger représente l'équipe du Danemark des moins de 19 ans. Il joue son premier match avec cette sélection le 4 septembre 2021 contre la Norvège. Il entre en jeu et son équipe s'impose par six buts à un ce jour-là.

## Palmarès
Viborg FF
- Championnat du Danemark D2 (1) :
  - Champion : 2020-21.